# Chlorophorus jendeki
Chlorophorus jendeki là một loài bọ cánh cứng trong họ Cerambycidae.